# Tallholmen (ö i Stora Värtan)
För ön Tallholmen i Mälaren i Ekerö kommun. Se Tallholmen (Ekerö). För stadsdelen i Björneborg, se Tallholmen (Björneborg).

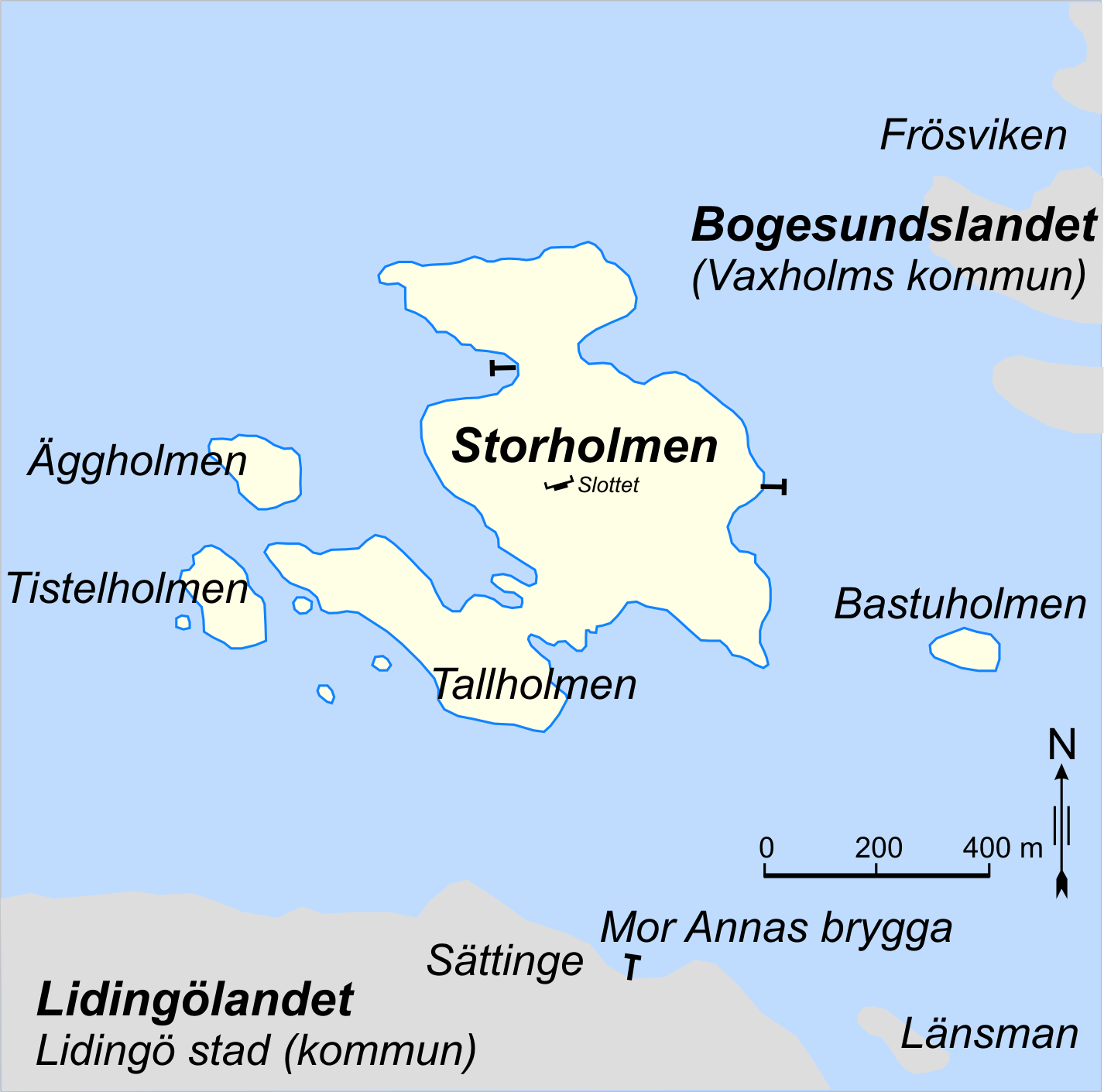
Karta över Storholmen med omkringliggande öar, inklusive Tallholmen.

Tallholmen är en ö i den sydligaste delen av Stora Värtan som sedan 1 januari 2011 ingår i Lidingö kommun från att tidigare ingått i Vaxholms kommun. Tallholmen är sammanlänkad med Storholmen med en liten bro. Den kallas därför även för Storholmen Södra. På Tallholmen finns förutom hus även en allmän sandstrand.